# Stary Wielisław

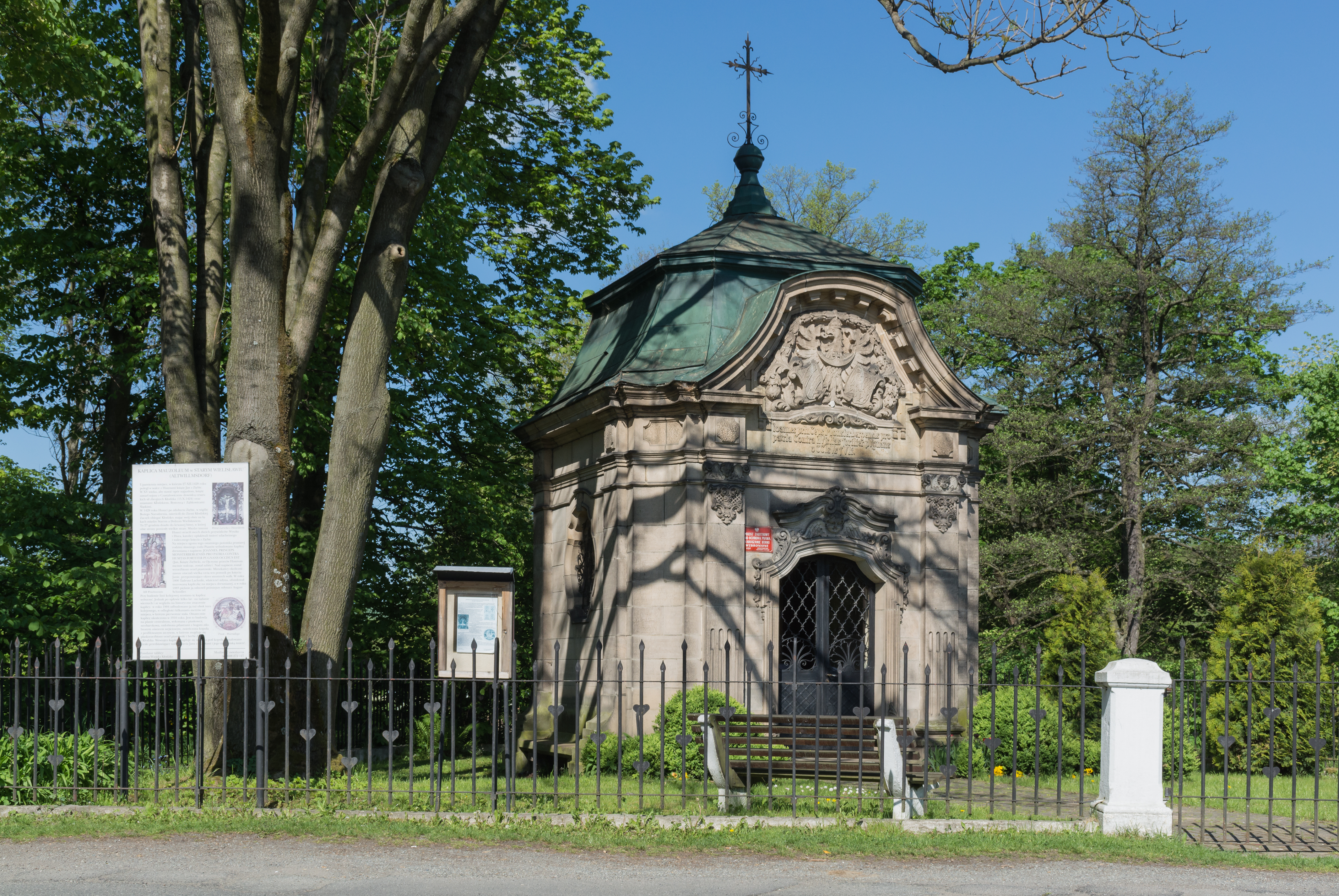
Mauzoleum księcia Jana Ziębickiego w Starym Wielisławiu

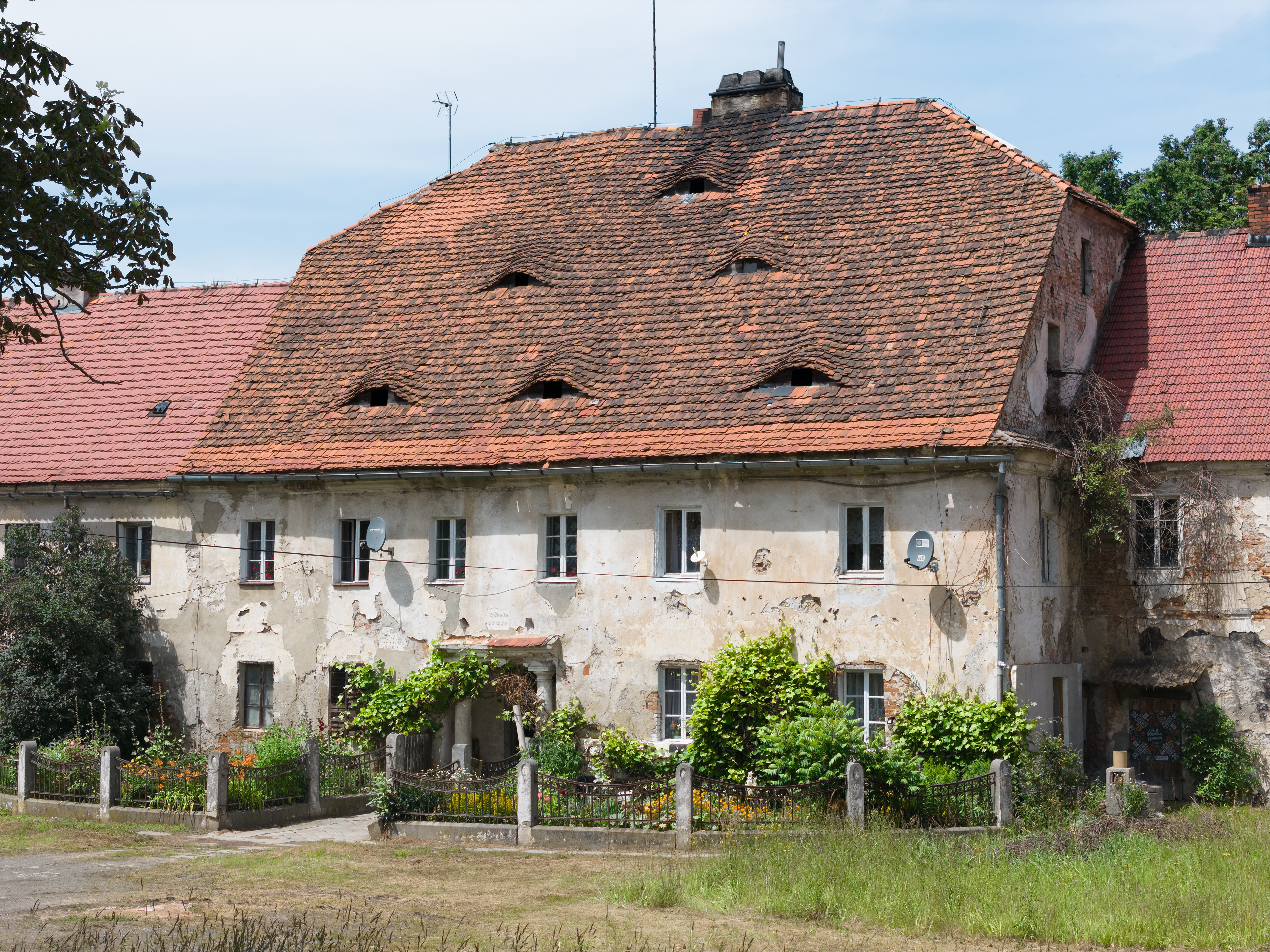
Dwór w Starym Wielisławiu

Stary Wielisław (niem. Altwilmsdorf) – wieś w Polsce, położona w województwie dolnośląskim, w powiecie kłodzkim, w gminie Kłodzko, w południowo-zachodniej części Kotliny Kłodzkiej, na pograniczu z Rowem Górnej Nysy.
Do wsi należy przysiółek Kolonia Stary Wielisław. Obecnie nazwa niestandaryzowana.

## Położenie
Stary Wielisław to duża i luźno zabudowana wieś łańcuchowa o długości około 5,2 km, leżąca w południowo-zachodniej części Kotliny Kłodzkiej, w rozległej dolinie, wzdłuż dolnego biegu Wielisławki, na wysokości około 310–360 m n.p.m.

## Podział administracyjny
W latach 1975–1998 miejscowość należała administracyjnie do województwa wałbrzyskiego.

## Nazwa
12 listopada 1946 nadano miejscowości polską nazwę Stary Wielisław.

## Zabytki
Do wojewódzkiego rejestru zabytków wpisane są:
- kościół św. Katarzyny Aleksandryjskiej w Starym Wielisławiu, parafialny z XV–XVIII wieku, powstał w miejscu starszego, drewnianego, w którym miał zatrzymać się św. Wojciech w drodze misyjnej z Czech do Polski[potrzebny przypis]. Mur obronny z ok. 1569 po wewnętrznej stronie posiada kryty krużganek, kaplica w kształcie baszty obronnej, wystrój późnobarokowy z XVIII w., w głównym ołtarzu drewniana figura Matki Bożej Wielisławskiej z XV w., ambona z ok. 1770, stalle, kute kraty w prezbiterium z 1650, obrazy procesyjne reprezentują barokową sztukę ludową[8],
- mur z obejściem podcieniowym i budynkami bramnymi z XVIII–XIX wieku,
- kaplica – w domniemanym miejscu śmierci księcia Jana ziębickiego, wzniesiona według projektu Ludwiga Schneidera z 1904 roku[1],
- zespół dworsko-folwarczny z pierwszej połowy XIX wieku:
  - dwór
  - oficyna,
  - dwie obory z częścią mieszkalną,
  - spichrz wschodni,
  - spichrz zachodni,
  - stajnia z wozownią,
  - aleja kasztanowa na podwórzu gospodarczym,
  - taras widokowy z balustradą,
  - ogrodzenie, murowano-metalowe.

## Koleje
Przez wieś przebiega linia kolejowa nr 309 z Kłodzka do Kudowy-Zdroju, z czynnym przystankiem kolejowym Stary Wielisław.